# Brändö
Brändö (fiń. Präntiö) – miasto na Wyspach Alandzkich (autonomiczna część Finlandii). Według danych szacunkowych na rok 2016 liczyło 471 mieszkańców.

## Demografia
- Wykres liczby ludności Brändö na przestrzeni ostatnich stu lat

źródło: 